# باراكون
مفهوم إعادة الدخول الجوي أو هبوط بعثة رحلة فضائية باستخدام مخروط قابل للنفخ.
من السمات المميزة لمفهوم الباراكون هو أنه يسهل الإنزال خلال الرحلة بأكمله.